# 魏恩费尔登
魏恩费尔登（德語：Weinfelden）是瑞士圖爾高州的市镇，位於該國東北部，面積15.5平方公里，海拔高度432米，2012年人口10,646，四成半人口信奉基督教，人口密度每平方公里687人。